# Douwe Eisenga
Douwe Eisenga (Apeldoorn, 1961) is een Nederlands componist.

## Biografie
Douwe Eisenga leerde in eerste instantie zichzelf componeren en schreef in de jaren 80 composities voor diverse theater-, film- en videoproducties. Van 1990 tot 1996 studeerde hij compositie aan het Gronings Conservatorium bij Julius Ament en Wim Diriwachter.

## Muzikale ontwikkeling
Eisenga schreef onder andere stukken voor het Xenakis Ensemble, het ensemble Super Librum, Francis B. Kwartet en de pianisten Gerard Bouwhuis en Marcel Worms. Met Marcel Worms gaf hij in 2001 ook de CD "Growing worm" uit.
Ter gelegenheid van de vijftigste herdenking van de watersnoodramp van 1 februari 1953 schreef Douwe Eisenga "Requiem 1953", een groot werk voor koor en orkest. In dit vijf kwartier durende requiem staat de poëzie van de Canadese dichter Cristopher Levenson centraal (die de nasleep van de ramp als vrijwilliger persoonlijk meemaakte), maar ook stukken uit de Latijnse dodenmis worden gebruikt, evenals een gedicht van Zjoekovski.
In 2003 rondde hij een pianoconcert af dat in de lente van 2004 in première ging in het "Centrum voor Nieuwe Muziek" in Zeeland.
In mei 2006 verscheen de, in de Nederlands pers zeer positief ontvangen, cd Rose Road – City Lines. In 2007 werd Kabaal onder de titel Bestevaer twintigmaal uitgevoerd in een nieuwe, uitgebreide versie. In 2008 schreef Eisenga muziek voor Cloud Atlas, een project gebaseerd op het boek van David Mitchell, uitgevoerd door leden van Nieuw Amsterdams Peil.
In juni van 2009 ging Wiek in première op Oerol, gevolgd door ruim 30 voorstellingen tijdens Oerol, het Festival over 't IJ, de Boulevard in Den Bosch en het Zeeland Nazomerfestival. Wiek is een productie van theatermaakster Boukje Schweigman, waarvoor Eisenga de muziek schreef. Later in het jaar volgden premières van composities voor het Rotterdamse Clazz Ensemble en de Koninklijke Oratorium Vereniging Middelburg.
In 2017 bracht hij een eigen opname uit van de pianocompositie For Mattia, die hij schreef op verzoek van twee ouders ter nagedachtenis aan hun overleden dochter. Dit stuk werd zo populair dat hij in 2021 op mocht treden in het tv-programma Matthijs gaat door. In de Klassieke Top 400 van NPO Radio 4 staat dit muziekstuk sinds 2017 onafgebroken in de lijst.

## Invloeden
Eisenga's muziek ligt verankerd in de popmuziek. Hij maakt geen onderscheid tussen popsongs, twaalftoontechnieken, Barokmuziek of Oosters getinte cyclische muzikale patronen. Al deze elementen worden door elkaar gebruikt in composities die tegelijkertijd toegankelijk en verrijkend willen zijn.

## Composities
- Cloud Atlas, part 5, voor fluit, hobo, viool, klarinet, cello & piano
- Ports in Motion voor orkest
- Bestevaer, kameropera voor tenor, bariton en slagwerker
- City Lines,  versie voor orkest en 2 piano’s
- Dickens! versie voor jeugdorkest
- Saxofoonkwartet Rose Road
- City Lines,  voor vier piano’s
- Dickens!  versie voor ensemble
- Cantus, versie voor ensemble
- Strijkkwartet, Rose Road
- Piano Concerto
- Muziek bij 'Momo en de tijdsspaarders', voor instr. ensemble, koor en solisten
- Cantus, voor sopraan, altus, 2 vedels, luit, theophilus-orgel en percussie
- Requiem 1953, voor koor, alt en orkest
- Kabaal, kameropera voor tenor, bariton en slagwerker
- Growing worm, stabbing his back-part slowly into the blues
- Dies Irae, voor koor en tape
- The efforts of Ottaviano dei Petrucci da Fossombrone, voor piano en tape
- Rivus - versie voor pianokwintet
- Muziek bij 'Oliver Twist' voor ensemble, vocale solisten en koor
- Rivus II voor piano
- Rivus voor saxofoonkwartet en piano
- Kringen, kleine schetsen voor piano
- Jelinek-variaties voor piano à quatre mains
- For you have delivered my soul voor symfonieorkest
- Een naam voor de stilte voor koor, spreekstem en slagwerkensemble
- Dickens ! voor symfonieorkest
- Trio voor altviool, cello en klarinet

## Discografie
- Marcel Worms: Red, White & Blues, Attacca 27103 (Growing worm….)
- Rose Road – City Lines, Gerard Bouwhuis & Ensemble, Francis. B. Quartet, Zefir ZEF9606
- Requiem 1953, Het Zeeuws Orkest, Zeeuws Philharmonisch Koor, ZNF 2003-1
- Marcel Worms: More new blues for piano, NM Extra 98201 (Growing worm….)
- Kabaal , kameropera over Michiel de Ruyter, DEMP 1 (eigen beheer uitgave)
- Rien Balkenende: Rivus II (eigen beheer uitgave)
- For Mattia (album, piano, eigen beheer uitgave, 2019)

- Bibliothèque nationale de France: cb162612560 (data)
- Gemeinsame Normdatei: 1169937454
- International Standard Name Identifier: 0000 0001 1517 5776
- Library of Congress Control Number: no2002096822
- MusicBrainz: 5c0bfb37-0b59-42e0-b0e3-653a21f08c65
- Nederlandse Thesaurus van Auteursnamen: 301171904
- Système universitaire de documentation: 158164318
- Virtual International Authority File: 167900792
- WorldCat: E39PBJcrc4gH9MpQKVFBRqDjG3